# Ondô Leste
Ondô Leste (em inglês: Ondo East) é uma área do estado de Ondô, na Nigéria, com capital em Bolorundurô. Tem 354 quilômetros quadrados e de acordo com o censo de 2016, havia 102 700 residentes. Seu código postal da área é 351.